# 송 무공
송 무공(宋武公, ? ~ 기원전 748년)은 중국 춘추 시대의 인물로, 제12대 송공이다. 성은 자(子), 휘는 사공(司空)이다.
11대 송공 송 대공의 아들로, 아버지가 죽은 후 그 뒤를 이었다.
송 무공의 휘가 사공이므로, 송나라는 이후 관직 사공의 이름을 사성(司城)으로 바꾸었다고 한다.

## 가계
- 송 대공
  - 송 무공
    - 송 선공
    - 송 목공
    - 노 혜공 부인